# 25-й отдельный специальный моторизированный батальон милиции (СССР)
25-й отдельный специальный моторизированный батальон милиции (в/ч 5445) — формирование Внутренних войск МВД СССР.

## История
В 1966 году в соответствии с решением правительства СССР и приказом Министра охраны общественного порядка СССР № 03 от 30 сентября 1966 года в городе Кривой Рог началось формирование 25-го отдельного специального моторизированного батальона милиции МООП СССР (в/ч 5445).
Личный состав части участвовал в боевых действиях в Афганистане, в охранных мероприятиях во время Олимпиады-80, ликвидации последствий аварии на ЧАЭС.
Во время распада Советского Союза военнослужащие части выполняли миротворческую миссию в горячих точках советских республик.
2 января 1992 года на основе батальона был сформирован 6-й полк Национальной гвардии Украины (в/ч 4106).